# Scopula contiguata
Scopula contiguata är en fjärilsart som beskrevs av Jacob Hübner 1809. Scopula contiguata ingår i släktet Scopula och familjen mätare. Inga underarter finns listade.